# Pontiac Torpedo
Der Pontiac (Deluxe) Torpedo Six / Eight war ein Auto der oberen Mittelklasse, das von 1940 bis 1942 und von 1946 bis 1948 von Pontiac, einer Marke von General Motors (GM), gebaut wurde. Bei seinem Verkaufsstart war er der größte Pontiac, verwendete einen 8-Zylinder-Motor und hatte mehr Serienausstattung als andere Pontiacs. Obwohl der Name Torpedo 1940 ausschließlich der obersten Linie der Pontiacs vorbehalten war, wurde er 1941 auf alle Pontiacs in drei separaten Linien angewendet. In den USA wird das Fahrzeug auf Grund der Gesamtlänge und des Radstandes zu den Full-Size Cars gezählt.

## Von Jahr zu Jahr

### 1940
1940 wurde dem Deluxe Eight ein größerer Torpedo Eight (Serie 29) zur Seite gestellt. Er wurde auf Basis der GM-C-Plattform aufgebaut und war als zweitüriges Coupé mit einem Einstiegspreis von 1016 USD oder viertürige Tourenlimousine für 1072 USD lieferbar. Die neue C-Plattform, die sich der Pontiac Torpedo von 1940 mit der Cadillac Serie 62, dem Buick Roadmaster und Super sowie der Oldsmobile Serie 90 teilte, wies ein hochmodernes „Torpedo“-Styling auf. Der Schulter- und Hüftbereich war über 127 mm breiter, die Trittbretter wurden entfernt und das Exterieur war stromlinienförmig und 51–76 mm niedriger. In Kombination mit einem an der Säule montierten Schalthebel boten die Fahrzeuge echten Sechs-Personen-Komfort.
Abweichend zu den anderen Serien hatte er größere Fenster, breitere Sitze und ein stromlinienförmiges Heck. Der Wagen hatte verkleidete Hinterräder, entsprach aber ansonsten stilistisch seinen kleinen Schwestermodellen, auch was das „Silver Streak“-Design (vom Kühlergrill bis zur Unterkante der Windschutzscheibe laufende Chromstreifen in der Mitte der Motorhaube) anging.  Die Haubenfigur hatte einen Kunststoff-Indianerkopf, der in einem Metallsockel montiert war.  Eine Heizung, ein Zigarettenanzünder, Sechs-Röhren-Radios, eine elektrische Uhr und eine Kofferraumbeleuchtung waren als Extra erhältlich.
Der seitengesteuerte Reihenachtzylindermotor schöpfte aus 4079 cm³ eine Leistung von 103 bhp (76 kW) bei 3700 min−1. Trockenkupplung, Dreiganggetriebe mit Mittelschaltung, Kardanwelle und hydraulische Vierradbremsen gehörten zum Standard. Wie der Deluxe besaß der Torpedo Einzelradaufhängung an der Vorderachse.
1940 entstanden 31.224 Torpedo.

### 1941–1942
1941 wurde die Modellpalette von Pontiac umgekrempelt: Der Deluxe Torpedo (Serie JA) war auf dem kurzen GM-A-Plattform aufgebaut und bildete das Einstiegsmodell der Marke. Somit ersetzte er den Special des Vorjahres. Neben einem 2-türigen Coupé und einem 2-türigen Cabriolet wurden Limousinen mit 2 oder 4 Türen angeboten. Die Fahrzeuge hatten einen Kühlergrill aus waagerechten Chromstäben, der die gesamte Fahrzeugbreite einnahm. Die Hinterradabdeckungen waren verschwunden. Als Extras waren u. a. ein Röhrenradio und Blinkleuchten verfügbar.
Dazu gab es den aufgebohrten Sechszylinder-Reihenmotor des Vorjahresmodells. Er hatte 3920 cm³ Hubraum und leistete 90 bhp (66 kW) bei 3200 min−1. Der Achtzylinder wurde unverändert angeboten. Es war ausschließlich ein vollsynchronisiertes manuelles Dreigang-Getriebe verfügbar.
Das Modelljahr 1942 brachte schwerere und größere Wagen. An der flacheren Front gab es einen Grill in Form eines großen, breiten Hufeisens, der wie im Vorjahr aus waagerechten Chromstäben bestand. Die geschwungenen vorderen Kotflügel setzten sich bis in die vorderen Türen fort. Die Bezeichnung Deluxe war wieder verschwunden und die Serienbezeichnung war KA. Ab Dezember 1941 wurden alle Chromteile in grauer Lackierung geliefert, dies gehörte zur kriegsbedingten Verdunkelung (engl. wartime blackout).
Das Motorenangebot und die sonstige Technik bleiben unverändert. Im Februar 1942 wurde die Produktion kriegsbedingt eingestellt.

### 1946–1948
1946 wurde die Fertigung der Fahrzeuge unverändert wieder aufgenommen. Der erste Nachkriegs-Pontiac war am 13. September 1945 verfügbar. Die Modelle unterschieden sich von ihren Vorgängern im Wesentlichen durch um die Fahrzeugecken greifende Stoßfänger. Neu war die Haubenfigur eines Indianerkopfes mit geradem Rücken. Die Serienbezeichnungen lauteten 25 für den Sechszylinder und 27 für den Achtzylinder.
1947 gab es einige kosmetische Änderungen: der Kühlergrill hatte nun vier massive waagerechte Chromstreben und das „Silver Streak“-Motiv bestand aus fünf anstatt drei Chromstreifen. Motorhauben und Kotflügel wurden durch eine auf kopfstehende, ochsenhornförmige Strebe geschützt, in die mittig eine Druckgussplatte mit Indianerkopf-Relief eingearbeitet war. 
1948 landete man wieder bei drei Streifen; dafür standen die Worte „Silver Streak“ seitlich an der Motorhaube. Der Kühlergrill hatte senkrechte Streben erhalten und zeigte nun Gitterform. Alternativ zum Standard-Sechszylinder gab es eine leistungsgesteigerte Ausführung, die 93 bhp (68 kW) bei 3400 min−1 abgab. Die Leistung des Achtzylinders stieg auf 104 bhp (76,5 kW) (Normalausführung), bzw. 106 bhp (78 kW) (Hochleistungsausführung). Neu war die Verfügbarkeit eines GM Hydra-Matic-Automatikgetriebes für 185 USD, die im ersten Jahr bereits 2/3 der Kunden wählten. 1948 verkaufte nur General Motors Autos mit vollautomatischen Getrieben und die einzige andere Möglichkeit, eines zu bekommen, war der Kauf eines höherpreisigen Cadillac, Buick oder Oldsmobile. Chevrolet führte das PowerGlide-Getriebe erst 1950 ein, Ford die FordoMatic erst 1951, während Lincoln begann 1949 Hydra-Matics von GM zu kaufen, und Chrysler die PowerFlite auf Imperials erst 1953.
Im Folgejahr entfiel der Torpedo und der Streamliner wurde zum Einstiegsmodell der Marke, darüber rangierte der Chieftain.

1941/1942 entstanden 52.244 Deluxe Torpedo und Torpedo. In den drei Nachkriegsjahren wurden 196.146 Torpedo Six / Eight gebaut.

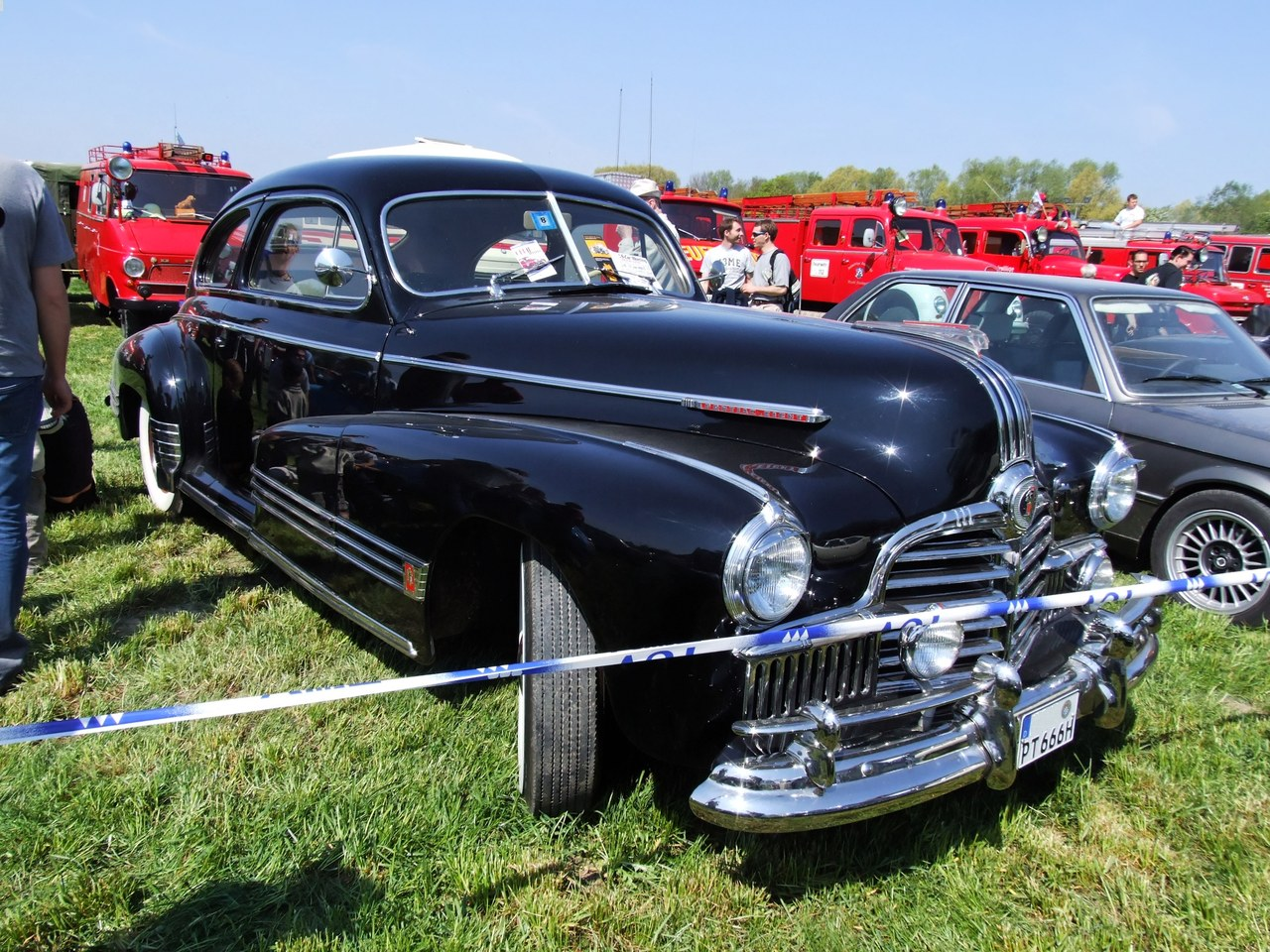
1946
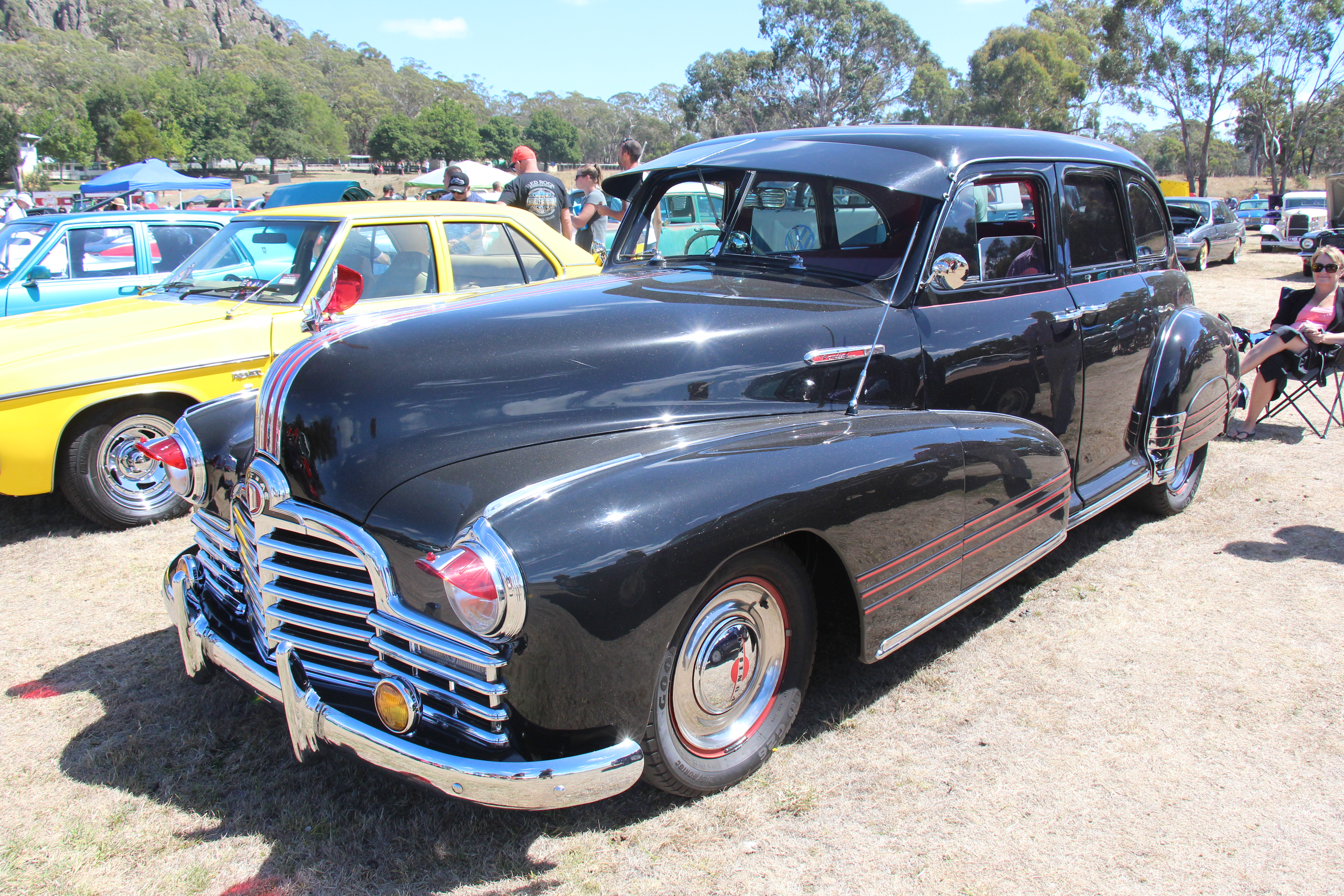
1946
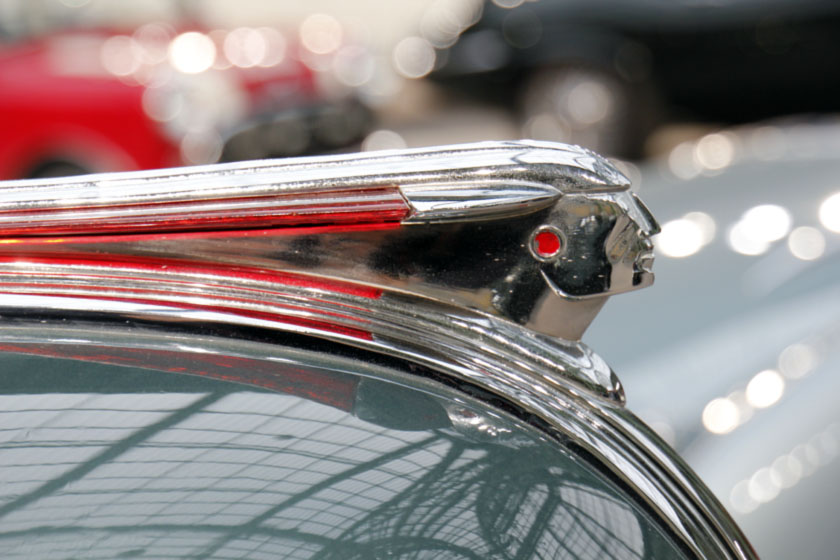
Haubenfigur